# Copa del Rey de Campeones 2021-22
La Copa del Rey de Campeones 2021-22, o también conocida como Copa de la Custodia de las Dos Mesquitas Sagradas 2021-22, fue la 47.ª edición de la Copa del Rey de Campeones desde su establecimiento en 1957. El torneo empezó el 19 de diciembre de 2021 y concluyó con la final el 21 de mayo de 2022. 
El número de equipos se mantuvo en 16 debido al calendario de partidos congestionado que vio la selección nacional saudí al participar en las eliminatorias para la Copa Mundial de la FIFA 2022 y la Copa Árabe de la FIFA 2021. La competencia se limitó a los 16 equipos que participaron en la Liga Profesional Saudita 2021-22.
Al-Faisaly fueron los campeones vigentes después de ganar su primer título el torneo pasado. Fueron eliminados por Al-Ahli en la ronda de octavos de final.

## Equipos participantes
Un total de 16 equipos participaron en esta estación. Todos pertenecientes a la Liga Profesional Saudí.
| Liga             | Equipos |
| ---------------- | --- |
| Liga Profesional | - Abha - Al Ahli - Al-Batin - Al-Ettifaq - Al-Faisaly - Al-Fateh - Al-Fayha - Al-Hazem - Al-Hilal - Al-Ittihad - Al-Nassr - Al-Raed - Al-Shabab - Al-Taawoun - Al-Tai - Damac |

## Fase final

### Cuadro de desarrollo
|  | Octavos de final | Octavos de final | Octavos de final |            |       | Cuartos de final | Cuartos de final | Cuartos de final |  |   | Semifinales      | Semifinales | Semifinales |  |          | Final    | Final | Final |  |
|  |                  |                  |                  |            |       |                  |                  |                  |  |   |                  |             |             |  |          |          |       |       |  |
|  |                  |                  |                  |            |       |                  |                  |                  |  |   |                  |             |             |  |          |          |       |       |  |
|  | L                | Al-Fayha         | 4                |            |       |                  |                  |                  |  |   |                  |             |             |  |          |          |       |       |  |
|  | L                | Al-Fayha         | 4                |            |       |                  |                  |                  |  |   |                  |             |             |  |          |          |       |       |  |
|  | V                | Abha             | 0                |            |       |                  |                  |                  |  |   |                  |             |             |  |          |          |       |       |  |
|  | V                | Abha             | 0                |            | V     | Al-Fayha         | 2                |                  |  |   |                  |             |             |  |          |          |       |       |  |
|  |                  |                  |                  |            | V     | Al-Fayha         | 2                |                  |  |   |                  |             |             |  |          |          |       |       |  |
|  |                  |                  | L                | Al-Batin   | 1     |                  |                  |                  |  |   |                  |             |             |  |          |          |       |       |  |
|  | L                | Al-Hazem         | L                | Al-Batin   | 1     | 0                |                  |                  |  |   |                  |             |             |  |          |          |       |       |  |
|  | L                | Al-Hazem         |                  |            |       |                  |                  |                  |  |   |                  |             |             |  |          |          |       |       |  |
|  | V                | Al-Batin         | 1                |            |       |                  |                  |                  |  |   |                  |             |             |  |          |          |       |       |  |
|  | V                | Al-Batin         | 1                |            |       |                  |                  |                  |  | L | Al-Fayha         | 1           |             |  |          |          |       |       |  |
|  |                  |                  |                  |            |       |                  |                  |                  |  | L | Al-Fayha         | 1           |             |  |          |          |       |       |  |
|  |                  |                  | V                | Al-Ittihad | 0     |                  |                  |                  |  |   |                  |             |             |  |          |          |       |       |  |
|  | L                | Al-Taawoun       | V                | Al-Ittihad | 0     | 3                |                  |                  |  |   |                  |             |             |  |          |          |       |       |  |
|  | L                | Al-Taawoun       |                  |            |       |                  |                  |                  |  |   |                  |             |             |  |          |          |       |       |  |
|  | V                | Al-Tai           | 2                |            |       |                  |                  |                  |  |   |                  |             |             |  |          |          |       |       |  |
|  | V                | Al-Tai           | 2                |            | L     | Al-Taawoun       | 1                |                  |  |   |                  |             |             |  |          |          |       |       |  |
|  |                  |                  |                  |            | L     | Al-Taawoun       | 1                |                  |  |   |                  |             |             |  |          |          |       |       |  |
|  |                  |                  | V                | Al-Ittihad | 2     |                  |                  |                  |  |   |                  |             |             |  |          |          |       |       |  |
|  | L                | Al-Ittihad       | V                | Al-Ittihad | 2     | 3                |                  |                  |  |   |                  |             |             |  |          |          |       |       |  |
|  | L                | Al-Ittihad       |                  |            |       |                  |                  |                  |  |   |                  |             |             |  |          |          |       |       |  |
|  | V                | Al-Fateh         | 2                |            |       |                  |                  |                  |  |   |                  |             |             |  |          |          |       |       |  |
|  | V                | Al-Fateh         | 2                |            |       |                  |                  |                  |  |   |                  |             |             |  | Al-Fayha | Al-Fayha | 1 (3) |       |  |
|  |                  |                  |                  |            |       |                  |                  |                  |  |   |                  |             |             |  | Al-Fayha | Al-Fayha | 1 (3) |       |  |
|  |                  |                  | Al-Hilal         | Al-Hilal   | 1 (1) |                  |                  |                  |  |   |                  |             |             |  |          |          |       |       |  |
|  | L                | Al-Ettifaq       | Al-Hilal         | Al-Hilal   | 1 (1) | 0                |                  |                  |  |   |                  |             |             |  |          |          |       |       |  |
|  | L                | Al-Ettifaq       |                  |            |       |                  |                  |                  |  |   |                  |             |             |  |          |          |       |       |  |
|  | V                | Al-Nassr         | 1                |            |       |                  |                  |                  |  |   |                  |             |             |  |          |          |       |       |  |
|  | V                | Al-Nassr         | 1                |            | L     | Al-Nassr         | 1                |                  |  |   |                  |             |             |  |          |          |       |       |  |
|  |                  |                  |                  |            | L     | Al-Nassr         | 1                |                  |  |   |                  |             |             |  |          |          |       |       |  |
|  |                  |                  | V                | Al-Hilal   | 2     |                  |                  |                  |  |   |                  |             |             |  |          |          |       |       |  |
|  | L                | Al-Hilal         | V                | Al-Hilal   | 2     | 2                |                  |                  |  |   |                  |             |             |  |          |          |       |       |  |
|  | L                | Al-Hilal         |                  |            |       |                  |                  |                  |  |   |                  |             |             |  |          |          |       |       |  |
|  | V                | Al-Raed          | 0                |            |       |                  |                  |                  |  |   |                  |             |             |  |          |          |       |       |  |
|  | V                | Al-Raed          | 0                |            |       |                  |                  |                  |  | L | Al-Hilal (t. s.) | 2           |             |  |          |          |       |       |  |
|  |                  |                  |                  |            |       |                  |                  |                  |  | L | Al-Hilal (t. s.) | 2           |             |  |          |          |       |       |  |
|  |                  |                  | V                | Al-Shabab  | 1     |                  |                  |                  |  |   |                  |             |             |  |          |          |       |       |  |
|  | V                | Al-Faisaly       | V                | Al-Shabab  | 1     | 1                |                  |                  |  |   |                  |             |             |  |          |          |       |       |  |
|  | V                | Al-Faisaly       |                  |            |       |                  |                  |                  |  |   |                  |             |             |  |          |          |       |       |  |
|  | L                | Al-Ahli          | 2                |            |       |                  |                  |                  |  |   |                  |             |             |  |          |          |       |       |  |
|  | L                | Al-Ahli          | 2                |            | V     | Al-Ahli          | 1                |                  |  |   |                  |             |             |  |          |          |       |       |  |
|  |                  |                  |                  |            | V     | Al-Ahli          | 1                |                  |  |   |                  |             |             |  |          |          |       |       |  |
|  |                  |                  | L                | Al-Shabab  | 2     |                  |                  |                  |  |   |                  |             |             |  |          |          |       |       |  |
|  | V                | Damac            | L                | Al-Shabab  | 2     | 0                |                  |                  |  |   |                  |             |             |  |          |          |       |       |  |
|  | V                | Damac            |                  |            |       |                  |                  |                  |  |   |                  |             |             |  |          |          |       |       |  |
|  | L                | Al-Shabab        | 5                |            |       |                  |                  |                  |  |   |                  |             |             |  |          |          |       |       |  |
|  | L                | Al-Shabab        | 5                |            |       |                  |                  |                  |  |   |                  |             |             |  |          |          |       |       |  |
|  |                  |                  |                  |            |       |                  |                  |                  |  |   |                  |             |             |  |          |          |       |       |  |

Nota: L: Equipo local, V: Equipo visitante

### Octavos de final
El sorteo de todo el torneo se llevó a cabo el 8 de noviembre de 2021 Las fechas de los octavos de final se anunciaron el 22 de noviembre de 2021. Todos los horarios son locales, AST (UTC+3).
| Al-Shabab  | 5 - 0 | Damac      | Rey Fahd                         | Sultan Al-Harbi     | 19 de diciembre de 2021 | 20:00 |
| Al-Batin   | 1 - 0 | Al-Hazem   | Al-Batin Club Stadium            | Mohammed Al-Esmaiel | 20 de diciembre de 2021 | 15:05 |
| Al-Fateh   | 2 - 3 | Al-Ittihad | Príncipe Abdullah bin Jalawi     | Khaled Salwi        | 20 de diciembre de 2021 | 17:35 |
| Al-Hilal   | 2 - 0 | Al-Raed    | Rey Fahd                         | Sandro Schärer      | 20 de diciembre de 2021 | 20:00 |
| Al-Fayha   | 4 - 0 | Abha       | Al Majma'ah Sports City          | Mohammed Al-Harbi   | 21 de diciembre de 2021 | 15:05 |
| Al-Nassr   | 1 - 0 | Al-Ettifaq | Mrsool Park                      | Szymon Marciniak    | 21 de diciembre de 2021 | 17:50 |
| Al-Taawoun | 3 - 2 | Al-Tai     | King Abdullah Sport City Stadium | Sultan Al-Okairy    | 21 de diciembre de 2021 | 18:00 |
| Al Ahli    | 2 - 1 | Al-Faisaly | Príncipe Abdullah al-Faisal      | Raed Al-Zahrani     | 21 de diciembre de 2021 | 18:25 |

### Cuartos de final
Las fechas de los partidos de cuartos de final se anunciaron el 11 de enero de 2022. Todos los horarios son locales, AST (UTC+3).
| Al-Batin   | 1 - 2 | Al-Fayha   | Hafar al-Batin                   | Raed Al-Zahrani  | 21 de febrero de 2022 | 15:55 |
| Al-Taawoun | 1 - 2 | Al-Ittihad | King Abdullah Sport City Stadium | Nikola Dabanović | 21 de febrero de 2022 | 16:00 |
| Al-Nassr   | 1 - 2 | Al-Hilal   | Mrsool Park                      | Mustapha Ghorbal | 21 de febrero de 2022 | 18:25 |
| Al-Shabab  | 2 - 1 | Al Ahli    | Príncipe Faisal bin Fahd         | Sergey Ivanov    | 21 de febrero de 2022 | 20:40 |

### Semifinales
Las fechas de los partidos de semifinales se anunciaron el 6 de marzo de 2022. Todos los horarios son locales, AST (UTC+3).
| Al-Hilal | 2 - 1 | Al-Shabab  | Príncipe Faisal bin Fahd | Roberto Tobar | 3 de abril de 2022 | 22:00 |
| Al-Fayha | 1 - 0 | Al-Ittihad | Al Majma'ah Sports City  | Slavko Vinčić | 4 de abril de 2022 | 22:00 |

### Final
El ganador clasificó a la ronda de play-off de la Liga de Campeones de la AFC.
| 19 de mayo de 2022 | Al-Fayha                                                | 1 – 1 (t. s.)(3 – 1 p.)    | Al-Hilal                                    | King Abdullah Sports City, Yeda                         |                                                         |
| 21:30 AST (UTC+3)  | Lopes 66'                                               | Reporte                    | S. Al-Dawsari 45+4'                         | Asistencia: 46 533 espectadores Árbitro(s): Mateu Lahoz | Asistencia: 46 533 espectadores Árbitro(s): Mateu Lahoz |
|                    |                                                         | Tiros desde el punto penal |                                             |                                                         |                                                         |
|                    | - Ryller - Lopes - Al-Zaqaan - Al-Shuwaish - Tachtsidis |                            | - Ighalo - Al-Faraj - Al-Hamdan - Al-Juwayr |                                                         |                                                         |

|                              |
| Bandera de Arabia Saudita    |
| Campeón Al-Fayha 1.er título |

## Máximos goleadores
Actualizado a mayo de 2022
| Pos. | Futbolista            | Club       | Goles |
| ---- | --------------------- | ---------- | ----- |
| 1    | Carlos Carvalho       | Al-Shabab  | 4     |
| 2    | Romarinho             | Al-Ittihad | 2     |
| 2    | Léandre Tawamba       | Al-Taawoun | 2     |
| 2    | Mourad Batna          | Al-Fateh   | 2     |
| 2    | Panagiotis Tachtsidis | Al-Fayha   | 2     |
| 2    | Odion Ighalo          | Al-Hilal   | 2     |
| 2    | Salem Al-Dawsari      | Al-Hilal   | 2     |
| 2    | Ramon Lopes           | Al-Fayha   | 2     |